# Vansjö
Vansjö är en by i nordöstra Västerlövsta socken i Heby kommun. Den klassades fram till 2010 som en småort med namnet Vansjö fritidsområde (52 invånare 2005). Vid 2015 års småortsavgränsning återfanns här åter en småort.
Orten ligger norr om Morgongåva och söder om Vansjön (54 m ö.h.). Vansjö genomkorsas av länsväg C 623.
Byn Vansjö omtalas första gången 1365 ('aff Wansyo'). Under 1500-talet omfattade byn två mantal skatte, ett mantal frälse samt ett kyrkotorp.
Vansjö har en bygdegård. Den norra delen av området utgöres av fritidsbebyggelse vid Vansjöns sydöstra strand, Vansjö fritidsområde. I närheten av Vansjö ligger Gårdsjö älgpark.